# Théorème de Chevalley-Warning
Le théorème de Chevalley-Warning est un théorème d'algèbre qui assure que sur un corps fini, certaines équations polynomiales en un nombre suffisant de variables ont des solutions. Une version plus faible légèrement antérieure, le théorème de Chevalley, a permis de démontrer la conjecture d'Artin et Dickson selon laquelle tout corps fini est quasi-algébriquement clos.

## Énoncés
On considère des polynômes non nuls Pj(x1, … , xn) de degrés respectifs dj, à coefficients dans un corps fini F de caractéristique p. Si
 alors :
- (théorème de Chevalley-Warning[4]) le nombre de racines communes des Pj dans Fn est divisible par p,
- (théorème de Chevalley) en particulier si (0, … , 0) est une racine commune, il en existe au moins une autre.

L'hypothèse est optimale au sens où sur tout corps fini F et pour tout n, il existe des polynômes en n variables dont la somme des degrés vaut n et dont (0, … , 0) est la seule racine commune, par exemple les n polynômes x1, … , xn, ou encore le polynôme de degré n donné par la norme de x1a1 +  + xnan, où les ak forment une base de l'extension de degré n de F.
Le théorème de Chevalley se reformule en disant que le rang de Tsen (en) de tout corps fini est égal à 1.

## Démonstration
En notant q le cardinal de F on a (si q ≠ 2), pour tout entier naturel i < q – 1 :
(même pour i = 0, avec la convention 00 = 1 adaptée à ce contexte)
si bien que pour tout polynôme P(x1, … , xn) de degré < n(q – 1),
(en effet, par linéarité, il suffit de le vérifier sur la base des monômes).
Cela s'applique au polynôme
puisque son degré est
Or ce polynôme vaut 1 en chaque racine commune des Pj et 0 ailleurs. Le nombre de racines communes est donc nul modulo p.

## Conjecture d'Artin
Dans le théorème de Chevalley, le cas d'une famille de polynômes réduite à un polynôme homogène se traduit par : tout corps fini est quasi-algébriquement clos, fait qu'Artin avait conjecturé en 1935. La motivation de cette conjecture était la remarque que le groupe de Brauer d'un corps quasi-algébriquement clos est trivial, jointe au fait que celui d'un corps fini aussi, d'après le théorème de Wedderburn.

## Théorème d'Ax-Katz
Le théorème d'Ax-Katz, démontré par James Ax dans le cas d'un seul polynôme puis par Nicholas Katz dans le cas général, assure plus précisément que le nombre de racines communes des Pj est divisible par qb (q désignant encore le cardinal du corps F), où b est la partie entière par excès de
Ce résultat est optimal au sens où pour tous F, n et dj, il existe des Pj de degrés dj pour lesquels le nombre de racines communes est qb.
Il a une interprétation en cohomologie étale, comme résultat de divisibilité sur les inverses des zéros et pôles de la fonction zêta locale : la même puissance de q divise chacun de ces entiers algébriques.